# Walter Allievi
Walter Allievi (Seveso, 14 gennaio 1960) è un allenatore di calcio ed ex calciatore italiano, di ruolo centrocampista.

## Carriera

### Giocatore
Dopo aver iniziato la carriera nel Seregno in Serie C (21 presenze), ha militato in Serie A con la maglia della Roma giocando 2 partite nel campionato di massima serie 1978-1979.
Dal 1980 al 1984 gioca in Serie C1 con le maglia di Parma e Fano (112 presenze e 10 gol in tutto), mentre nei quattro successivi anni gioca 145 partite in Serie B (con 13 reti all'attivo) con le maglie di Perugia, Catania ed Arezzo.
Chiude la carriera in Serie C1 (Arezzo) e Serie C2 (Solbiatese).

### Allenatore
Ha allenato per una parte di stagione l'Entella Chiavari nella Serie D 1999-2000.

## Palmarès

### Club

#### Competizioni nazionali
- Coppa Italia: 1

Roma: 1979-1980